# Zakłady Automatyki Polna
Zakłady Automatyki Polna – polskie przedsiębiorstwo przemysłu elektromaszynowego z siedzibą w Przemyślu, producent wyrobów z dziedziny automatyki przemysłowej (np. zawory, siłowniki, przepustnice), automatyki ciepłowniczej (np. filtry czy regulatory), centralnego smarowania (np. pompy smarne, pistolety, układy centralnego smarowania), oraz medycznej (destylatory i redestylatory).
Zakłady Automatyki „Polna” założono w 1923 r. w Przemyślu jako spółkę Joachima Klagsbalda i Majera Honigwachsa pod nazwą KAHAPE. W 1927 r. po jej podziale zmieniła ona nazwę na Polna. Przedsiębiorstwo produkowało różnego rodzaju maszyny rolnicze oraz maszyny do szycia, a także prowadziło specjalną odlewnię żelaza. W 1935 r. przy fabryce utworzono Robotniczy Klub Sportowy „Polna” Przemyśl. Od 1998 r. do listopada 2017 r. akcje spółki notowane były na warszawskiej Giełdzie Papierów Wartościowych.
ZA Polna SA zatrudnia ok. 200 osób i produkuje:
- automatykę przemysłową – zawory regulacyjne, siłowniki pneumatyczne, zawory blokowe, iglicowe, dławiące i zaporowe;
- automatykę ciepłowniczą – filtry siatkowe, regulatory bezpośredniego działania;
- aparaturę laboratoryjną – destylatory i redestylatory;
- urządzenia centralnego smarowania – pompy, pistolety, pompy dla górnictwa, stanowiska smarownicze.

Polna posiada odlewnię żeliwa, świadczącą usługi zewnętrzne oraz wykonującą zamówienia wewnętrzne spółki. Odlewnia specjalizuje się w odlewach z żeliwa szarego i sferoidalnego.